# Ле-Люк (кантон)
Ле-Люк (фр. Le Luc) — кантон на юго-востоке Франции, в регионе Прованс — Альпы — Лазурный Берег (департамент — Вар, округ: Бриньоль, Драгиньян и Тулон).

## Состав кантона
Впервые кантон образован в 1824 году в качестве административного центра для коммун округа Драгиньян. С 22 марта 2015 года в состав кантона входят коммуны не только округа Драгиньян, но и двух остальных округов департамента Вар.
По данным INSEE, площадь кантона — 575,16 км², включает в себя 11 коммун. Население — 36 771 человек, плотность населения — 63,9 чел/км² (2012).
| Коммуна                      | Французское название | Площадь, км² | Население, чел. (2012) |
| ---------------------------- | -------------------- | ------------ | ---------------------- |
| Коммуны округа Бриньоль (5)  |                      |              |                        |
| Бес-сюр-Исоль                | Besse-sur-Issole     | 37,19        | 3 025                  |
| Гонфарон                     | Gonfaron             | 40,42        | 4 244                  |
| Кабас                        | Cabasse              | 45,49        | 1 949                  |
| Пиньян                       | Pignans              | 34,87        | 3 582                  |
| Фласан-сюр-Исоль             | Flassans-sur-Issole  | 43,68        | 3 229                  |
| Коммуны округа Драгиньян (5) |                      |              |                        |
| Ла-Гард-Френе                | La Garde-Freinet     | 76,64        | 1 810                  |
| Ле-Канне-де-Мор              | Le Cannet-des-Maures | 73,64        | 4 187                  |
| Ле-Люк                       | Le Luc               | 44,16        | 9 874                  |
| Ле-Майон                     | Les Mayons           | 28,86        | 644                    |
| Ле-Тороне                    | Le Thoronet          | 37,53        | 2 373                  |
| Коммуна округа Тулон (1)     |                      |              |                        |
| Коллобриер                   | Collobrières         | 112,68       | 1 854                  |

В 2010 году в состав кантона входило 4 коммуны, численность населения составляла 24 372 человека.
| Коммуна         | Французское название | Площадь, км² | Население, чел. (2012) |
| --------------- | -------------------- | ------------ | ---------------------- |
| Видобан         | Vidauban             | 73,93        | 10 908                 |
| Ле-Канне-де-Мор | Le Cannet-des-Maures | 73,64        | 4 187                  |
| Ле-Люк          | Le Luc               | 44,16        | 9 874                  |
| Ле-Майон        | Les Mayons           | 28,86        | 644                    |